# Протесты в Иране (2021—2023)
Протесты в Иране 2021 года относятся к серии демонстраций, которые начались 15 июля в различных городах провинции Хузестан и продолжаются до сих пор, перекинувшись на всю страну. Протестующие выступают против перекачки воды из реки Карун, отсутствия питьевой воды, нехватки воды, высыхания водно-болотных угодий и сельскохозяйственных угодий в Хузестане, а также за права на воду в Хур-эль-Азиме и реках. Большинство этих протестов прошли в городах Ахваз, Ховейзех, Шадеган, Хамидие, Хоррамшахр, Бостан, Сусангард, Дезфул и Изех.
Несколько протестующих были ранены и убиты прямой наводкой и применением слезоточивого газа по протестующим во время акций протеста.

## Предыстория
В июле 2021 года водный кризис Ирана достиг критической точки. Даже государственные СМИ режима признали ужасную ситуацию, когда по меньшей мере 700 деревень остались без воды. «Из 85-миллионного населения Ирана около 28 миллионов проживают в районах с нехваткой воды и испытывают в этой связи неудобство, в основном в центральных и южных регионах страны. Нехватка воды затронула все слои общества, от городских домохозяйств до сельскохозяйственных и сельских общин», — написало государственное агентство Aftab News 4 июля 2021 года.

## Отключение интернета
В Иране с начала протестов сообщается о серьёзных сбоях в работе интернета. Netblocks, средство мониторинга сбоев в работе сети, приписывает часть сбоев «контролю за информацией о состоянии или целевым отключениям Интернета» в стране.
Он определил, что отключения начались 15 июля, когда начались протесты в юго-западной провинции Хузестан. По данным агентства, по состоянию на 21 июля сообщения об отключениях всё ещё продолжали поступать. В последние годы Иран ужесточил контроль над Интернетом, пытаясь ограничить способность уличных протестующих общаться и распространять видеозаписи демонстраций.
Согласно NetBlocks, его анализ и отчёты пользователей «соответствовали региональному отключению Интернета с целью сдерживания протестов». Эффект представляет собой «почти полное отключение Интернета, которое, вероятно, ограничит способность общественности выражать политическое недовольство или общаться друг с другом и с внешним миром».